# Cardiida
Cardiida (лат.) — отряд двустворчатых моллюсков (Bivalvia) подкласса Heterodonta. Включает морские, солоноватоводные и пресноводные виды. Распространен по всему миру. Большинство видов обитает в мелководных районах моря. Большинство видов живут на песчаных, мелкопесчаных или илистых грунтах и являются прикреплёнными фильтраторами. Несколько видов из родов Corculum и Tridacna имеют эндосимбиотических динофлагеллят.

## Классификация
На декабрь 2023 года в отряд включают следующие надсемейства и семейства:
- Надсемейство † Anthracosioidea Amalitzky, 1892
  - Семейство † Anthracosiidae Amalitzky, 1892
  - Семейство † Carbonicolidae L. R. Cox, 1932
  - Семейство † Ferganoconchidae Martinson, 1961
  - Семейство † Shaanxiconchidae B.-P. Liu, 1980
- Надсемейство Cardioidea Lamarck, 1809
  - Семейство Cardiidae Lamarck, 1809
  - Семейство † Pterocardiidae Scarlato & Starobogatov, 1979
- Надсемейство Tellinoidea Blainville, 1814
  - Семейство Donacidae J. Fleming, 1828
  - Семейство † Icanotiidae R. Casey, 1961
  - Семейство Psammobiidae J. Fleming, 1828
  - Семейство † Quenstedtiidae L. R. Cox, 1929
  - Семейство Semelidae Stoliczka, 1870 (1825)
  - Семейство Solecurtidae d’Orbigny, 1846
  - Семейство † Sowerbyidae L. R. Cox, 1929
  - Семейство † Tancrediidae Meek, 1864
  - Семейство Tellinidae Blainville, 1814
  - Семейство † Unicardiopsidae Chavan, 1969